# Zažít město jinak
Zažít město jinak jsou sousedské slavnosti pořádané vždy třetí sobotu v září (v rámci Evropského týdne mobility) po celém Česku. Jsou projektem pražského spolku AutoMat, který místním organizátorům pomáhá s celkovou koordinací, vyjednáváním záborů ulic, grafikou, propagací a podobně. V roce 2017 se konaly na zhruba 90 místech. Celkem je podle organizátorů každý rok navštíví několik desítek tisíc lidí.
Akce je založená na principu společného sdílení veřejného prostoru, vzájemné výpomoci a dobrovolnickém nasazení místních organizátorů. Jejím smyslem je sbližovat sousedy a oživit veřejný prostor měst. Zaparkovaná auta na jeden den nahradí koncerty, divadla, tanec, dílny, hry pro děti, sport nebo recepty místních obyvatel a podniků. Na každém místě má slavnost jiný charakter – od skromného sousedského posezení po velký pouliční festival – podle toho, jak si ji zdejší organizátoři sami připraví. Slavnosti mají také svůj kodex, který zdůrazňuje např. apolitičnost a nekomerčnost akce.
Každý ročník má nějaké téma, v roce 2017 to byly „Příběhy z naší čtvrti". V roce 2017 se akce konala na 68 místech v Praze a ve 21 městech. V roce 2023 už se akce rozrostla na více než 150 míst v téměř 50 městech.

## Historie
Koncept Zažít město se vyvinul z nápadu několika přátel (tehdy členové sdružení Oživení a Motus), kteří v roce 2006 uspořádali dvoudenní happening na Smetanově nábřeží v Praze. Organizátoři posléze založili pražské občanské sdružení AutoMat, který Zažít město jinak šířil dál.

## Galerie

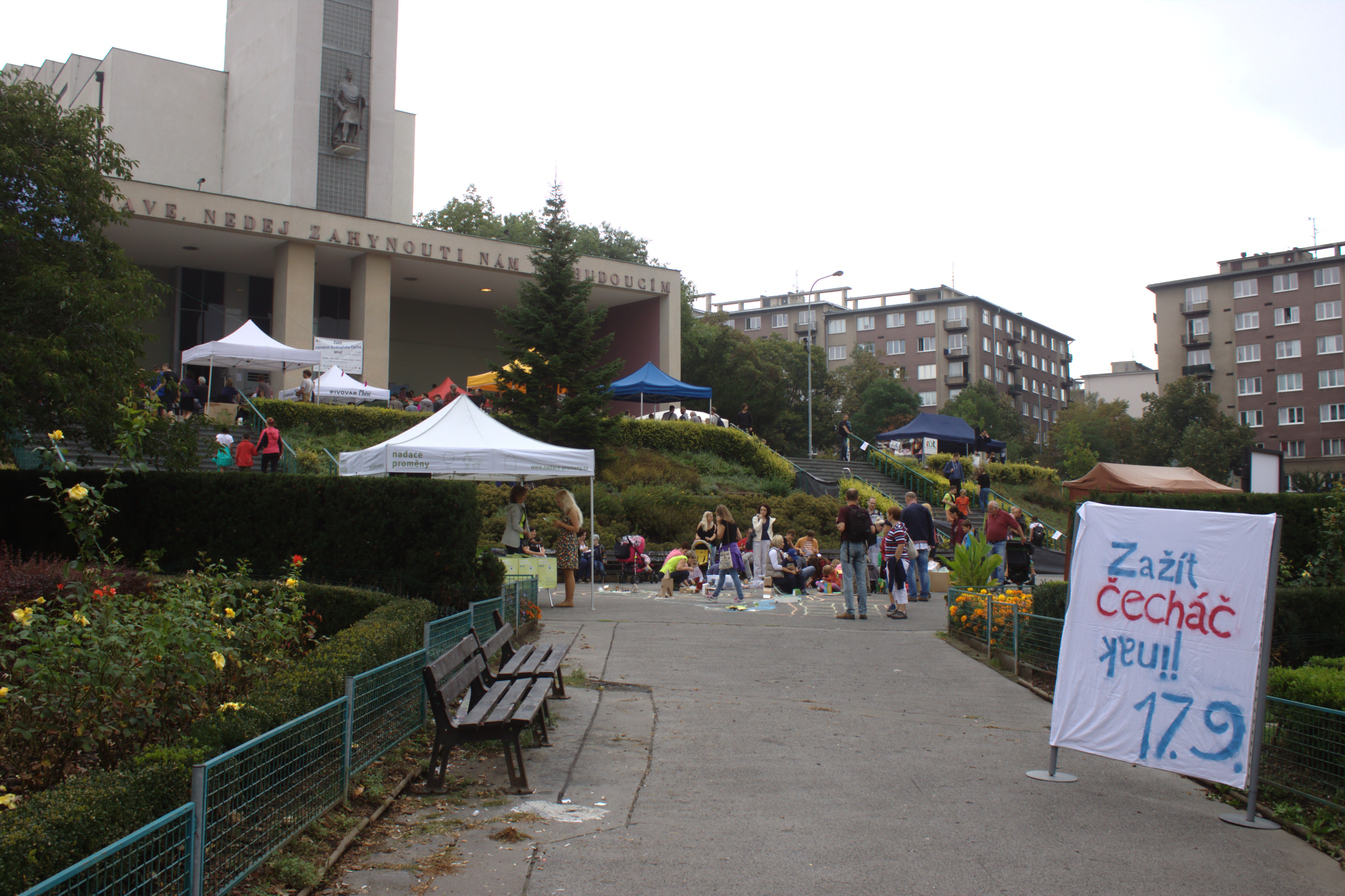
2016, Čechovo náměsti před kostelem sv. Václava (Praha)
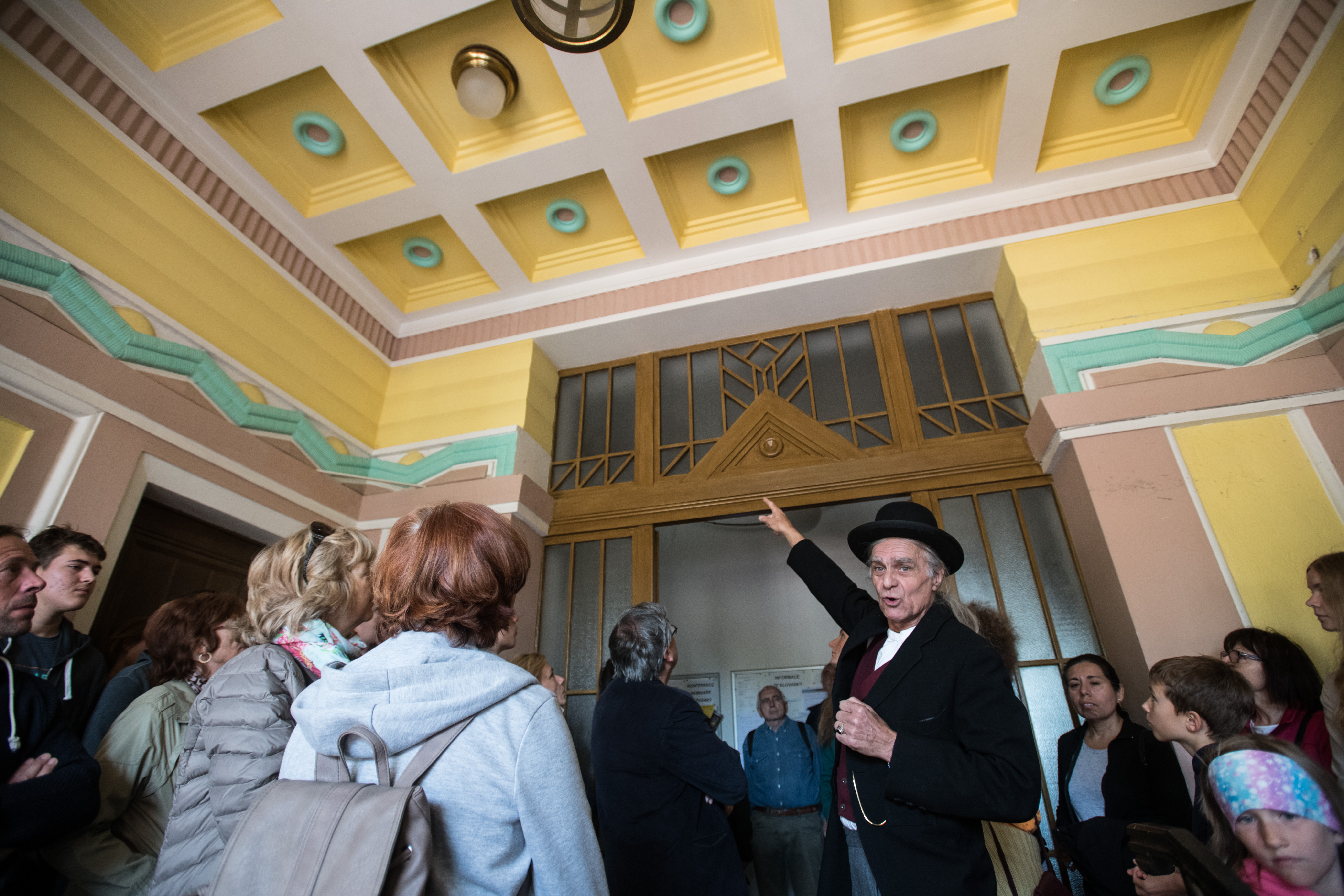
2019, účastníci Zažít město jinak při prohlídce historického areálu FZU, ulice Cukrovarnická (Praha)
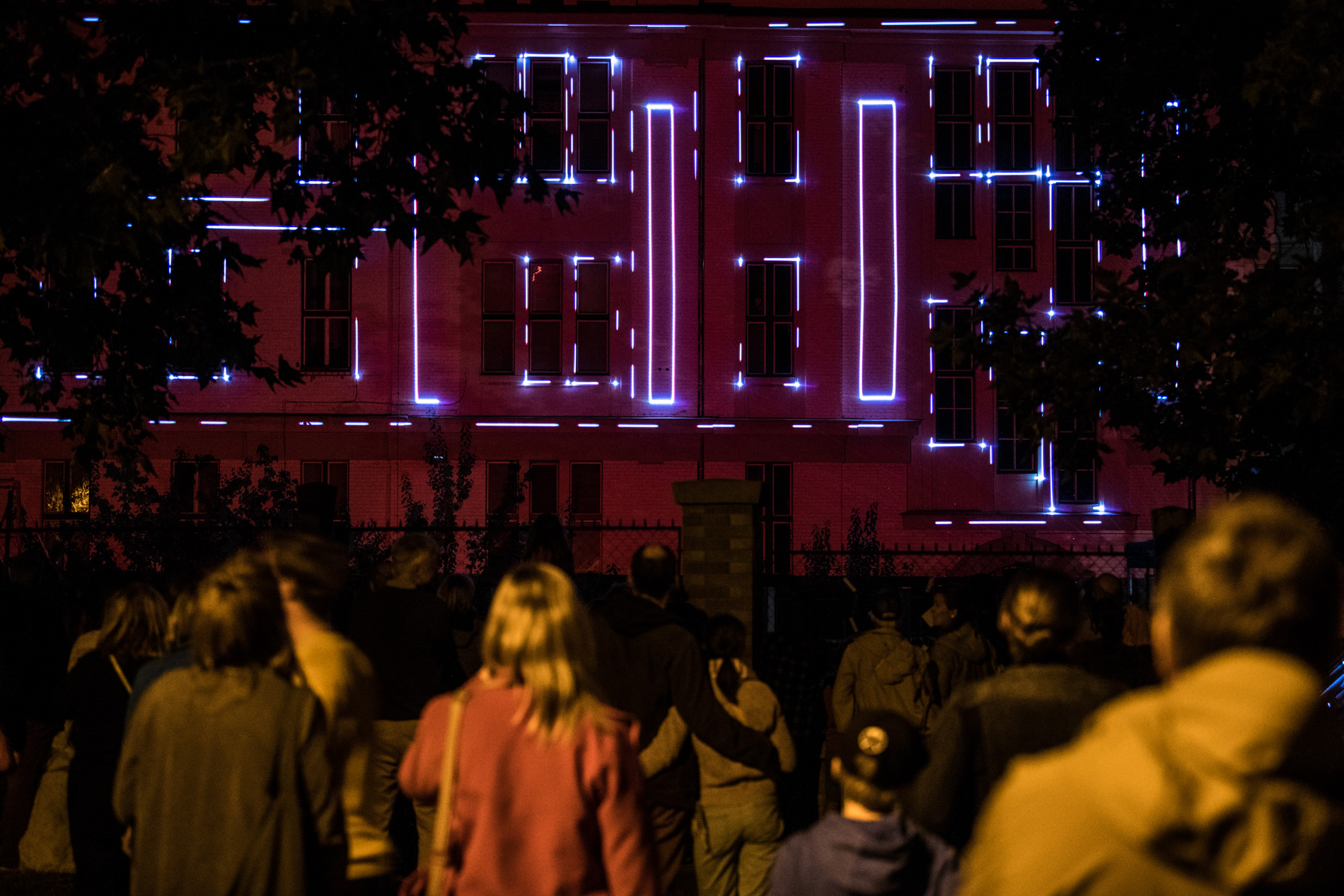
2020, laserová show v ulici Cukrovarnická (Praha)
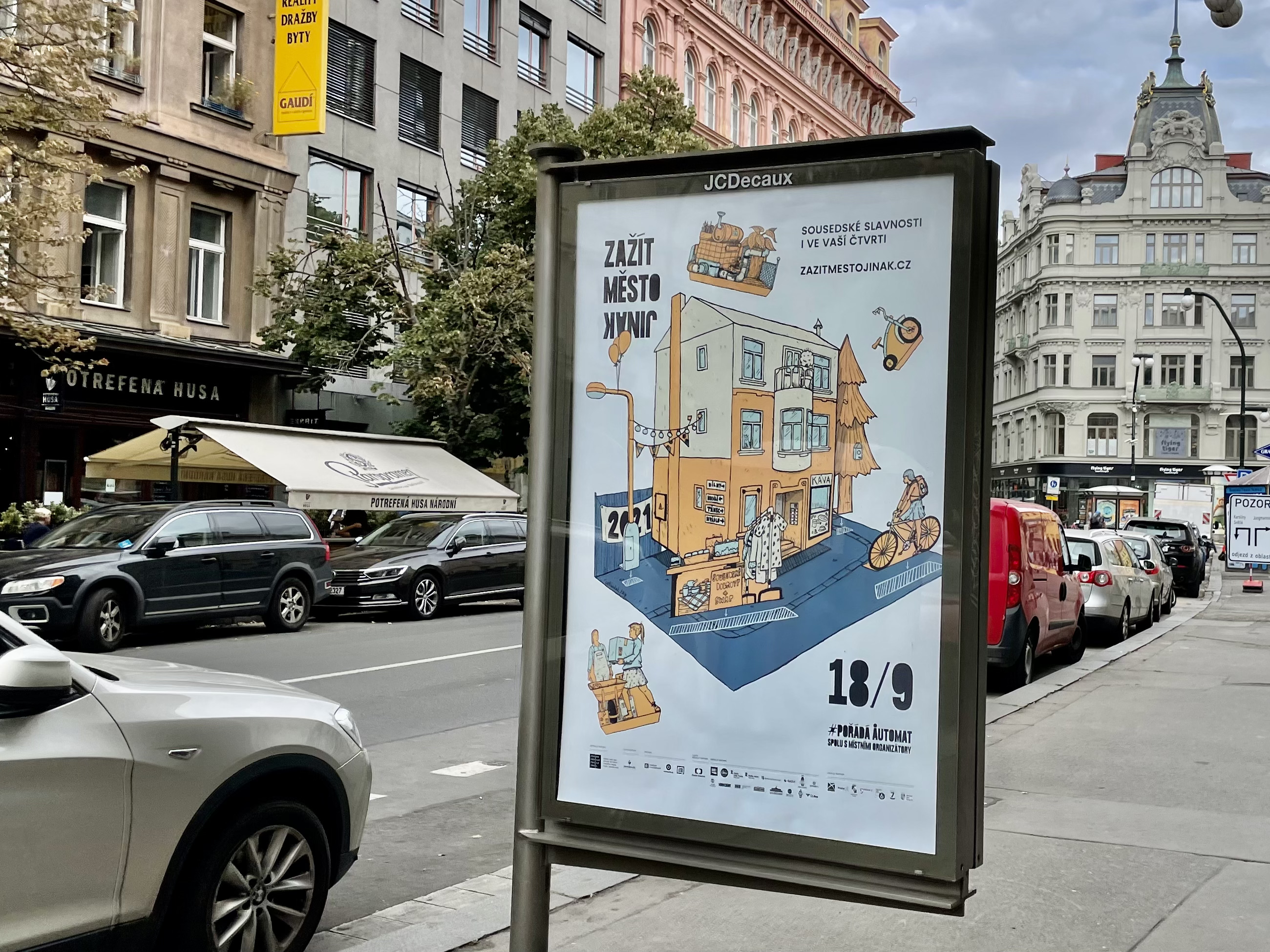
Reklama na Zažít město jinak v roce 2021
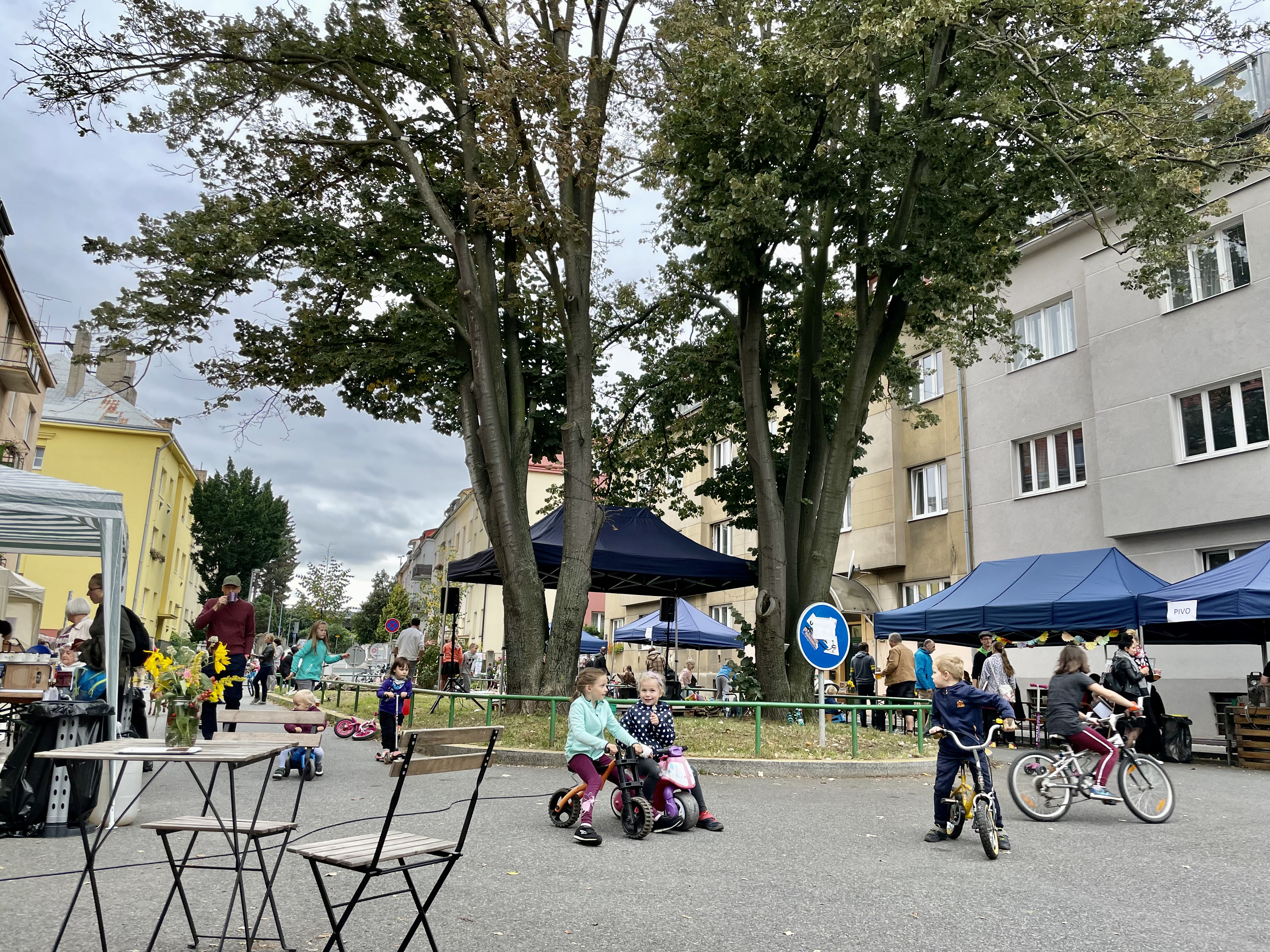
2021, děti si hrají v uzavřené ulici Na Nivách (Praha-Michle)
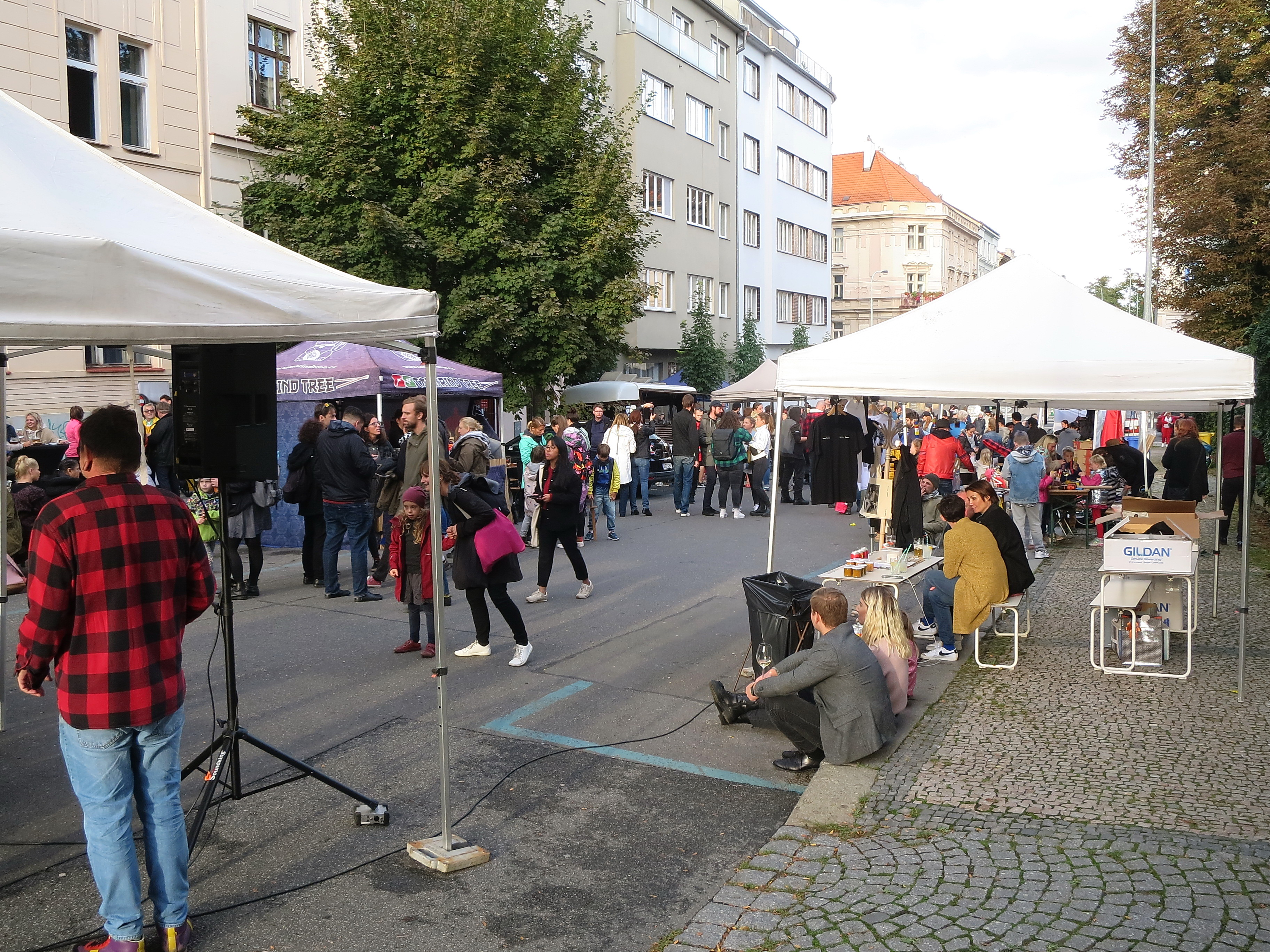
2022, v ulici U Nikolajky (Praha)
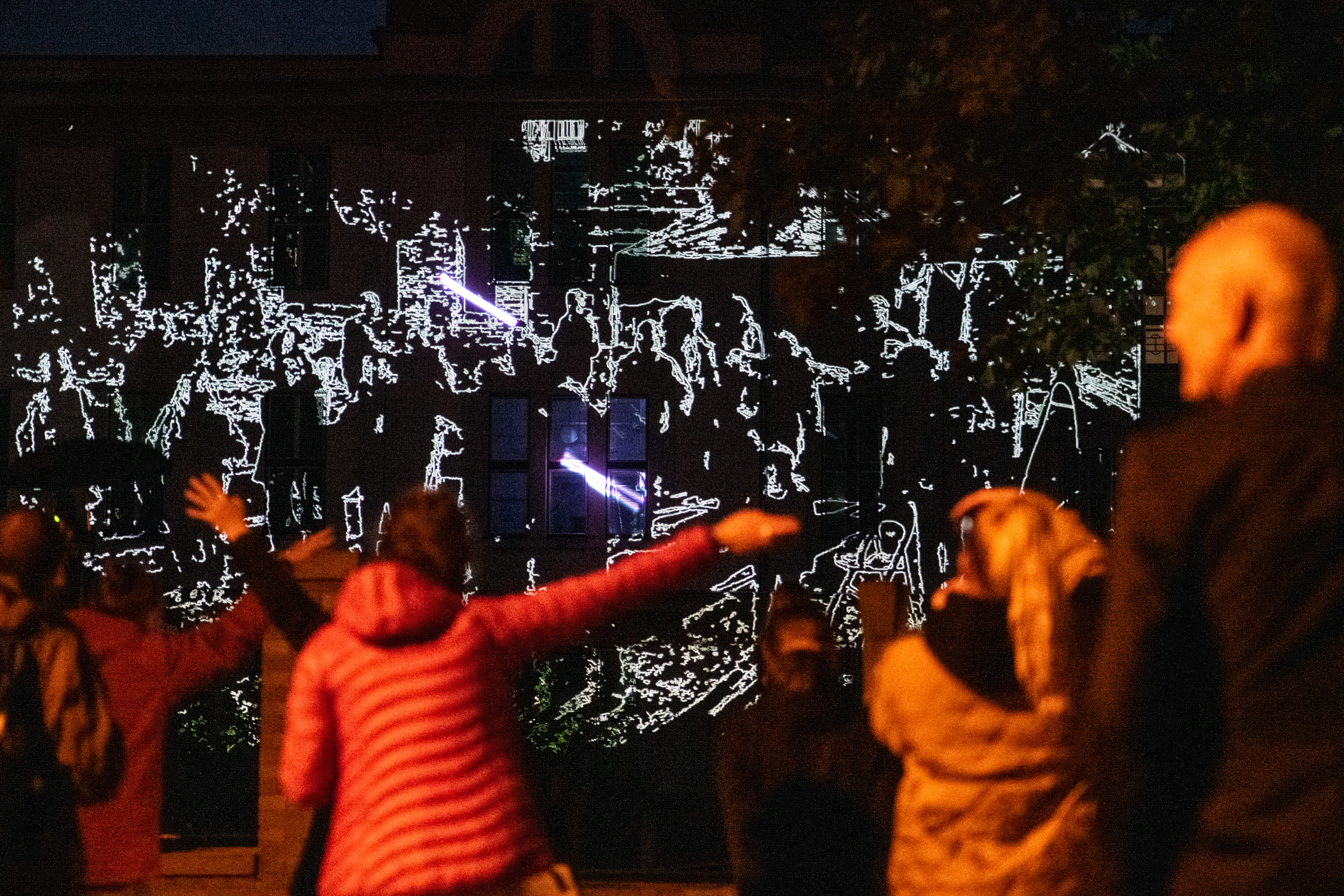
2022, v ulici Cukrovarnická (Praha), promítání na budovu Fyzikálního ústavu AV ČR